# Cleantech
Cleantech of voluit Clean technology (Engels voor schone technologie) is een verzamelnaam voor vormen van technologie die bijdragen aan een schoner milieu en/of zorgen voor energiebesparing. De term deed in 2008 zijn opgang in Nederland.
Cleantech is een term die slaat op producten, processen en diensten die operationele prestaties verbeteren door vergroting van de productiviteit en efficiëntie terwijl kosten, energieverbruik, vervuiling of afval worden gerecycleerd, waarbij het gebruik van grondstoffen en duurzame energie op een duurzame wijze worden toegepast met het oog op een minimale milieu-impact.
Vormen van cleantech zijn onder andere zonne-energie, windenergie, biobrandstof uit algen, warmtekrachtkoppeling en andere technologieën.